# Feliche María de la Cerda y Aragón
Feliche María de la Cerda y Aragón (Puerto de Santa María, 5 de setembre de 1657 - Madrid, 15 de maig de 1709) va ser una noble castellana de la casa de Medinaceli.

## Biografia
Filla gran del duc de Medinaceli Juan Francisco de la Cerda i de la duquessa de Sogorb Caterina d'Aragó-Cardona-Córdoba.
Sobre ella va recaure el ducat de Medinaceli, a la mort del seu germà Luis Francisco de la Cerda y Aragón el 1711, al qual va succeir-lo el fill de Feliche, Nicolás Fernández de Córdoba. Això va suposar l'agregació al patrimoni familiar dels Fernández de Córdoba de la casa de Priego d'extensos territoris i senyories a les actuals províncies de Còrdova i Badajoz.
Va morir el 1709 a Madrid. Les seves restes van ser depositades inicialment al Convent dels Caputxines de San Antonio de la capital, després va ser traslladada i finalment enterrada el 1718 a l'antic panteó dels ducs de Medinaceli al monestir de Santa María la Real de Huerta a Sòria.

### Matrimoni i descendència
Va casar-se amb el marquès de Priego Luis Mauricio Fernández de Córdoba al Reial Alcàsser de Madrid el 29 d'octubre de 1675.
Del matrimoni van néixer:
- Manuel (1679-1700)
- Nicolás (1682-1739)
- Luis María (1685-1751)
- María Francisca (1677-1699)
- María de la Encarnación (1686-1746)